# Zutphen
Zutphen  (in italiano: Zutfania, desueto) è una municipalità dei Paesi Bassi di 46 877 abitanti situata nella provincia della Gheldria.

## Amministrazione

### Gemellaggi
- Satu Mare[1]